# Zollnerseehütte
Die Zollnerseehütte, auch Zollnersee-Hütte, bis 2006 auch Dr.-Steinwender-Hütte genannt, ist eine Alpenvereinshütte der Sektion Obergailtal-Lesachtal des Österreichischen Alpenvereins auf 1750 m ü. A. Höhe, die sich in dem Teil der Karnischen Alpen befindet, der zum österreichischen Bundesland Kärnten gehört. Sie ist ein wichtiger Stützpunkt am Südalpenweg.

## Geschichte
Erbaut wurde die Zollnerseehütte im Jahr 1976. Bis dahin hatte auf dem zwischen Plöcken- und Naßfeldpass gelegenen Abschnitt des Karnischen Höhenweges kein AV-Stützpunkt existiert.
Die 1976 neu errichtete Hütte wurde zunächst nach Ernst Steinwender benannt, der zu dieser Zeit der amtierende Vorsitzende der Ortsgruppe Obergailtal-Lesachtal der Sektion Austria war. Ende der 1980er Jahre fand ein groß angelegter Umbau statt, der der Hütte schließlich auch die Auszeichnung mit dem Umweltgütesiegel für Alpenvereinshütten einbrachte. 1993 folgte noch eine Erweiterung der Hütte.
2006 kam es zu einem Besitzwechsel, als die Hütte an die seit 1994 wieder selbstständige Sektion Obergailtal-Lesachtal des ÖAV verkauft wurde. Im Anschluss daran wurde die Hütte auf ihre heutige Bezeichnung umbenannt sowie umfangreiche Renovierungs- und Verbesserungsarbeiten an ihr durchgeführt.

## Umgebung
Unmittelbar westlich der Hütte befindet sich die Zollner-Friedenskapelle. Mit dieser Kapelle soll derjenigen Soldaten gedacht werden, die während des Ersten Weltkriegs entlang der nur knapp südlich des heutigen Hüttenstandortes gelegenen Frontlinie gefallen waren. Zugleich soll mit der Kapelle zu einem friedfertigen Miteinander aufgerufen werden.

## Aufstiege
- von Nölbling (660 m) durch den Nölblinggraben, in 4½ Stunden
- von Weidenburg (670 m) durch den Kronhofgraben, in 3½ Stunden

## Benachbarte Hütten, Almen und Gasthöfe
- Straniger Alm (1479 m), in 2½ Stunden
- Rifugio Fabiani (1539 m), in 1 Stunde
- Gasthof Plöckenhaus (1244 m), keine Übernachtungsmöglichkeit, Bushaltestelle, in 8 Stunden
- Sonnenalpe Naßfeld (1552 m) auf dem Nassfeldpass, in 9 Stunden
- Bivacco Ernesto Lomasti (1920 m), in 6½ Stunden

## Gipfeltouren
- Hoher Trieb, Höhe 2199 m, in 1 Stunde
- Kleiner Trieb, Höhe 2095 m, in 1 Stunde
- Monte Scanitz, Höhe 2118 m, in 1 Stunde
- Findenigkofel Höhe 2016 m, in 1½ Stunden

## Bilder

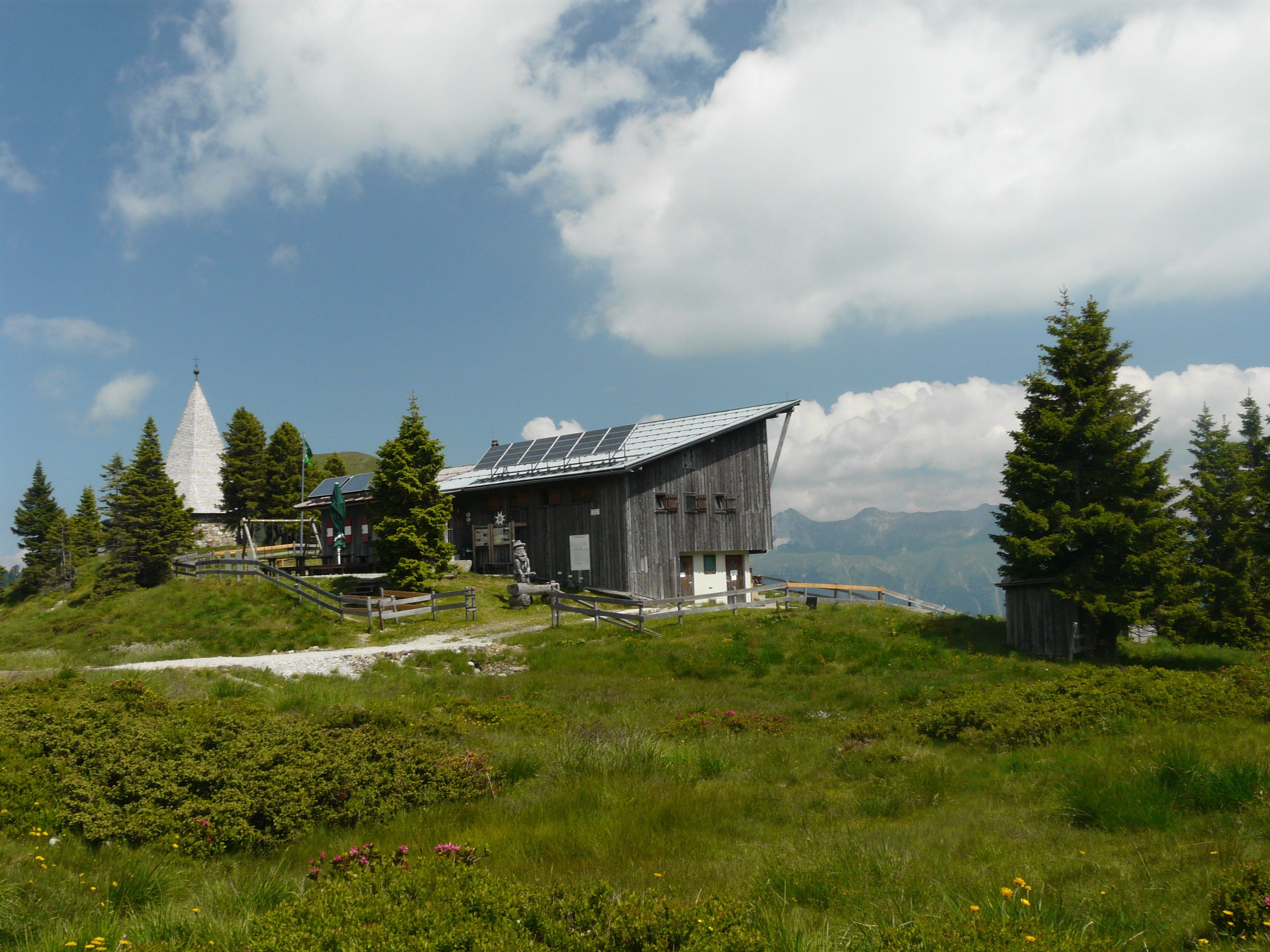
Zollner-Friedenskapelle und Zollnerseehütte
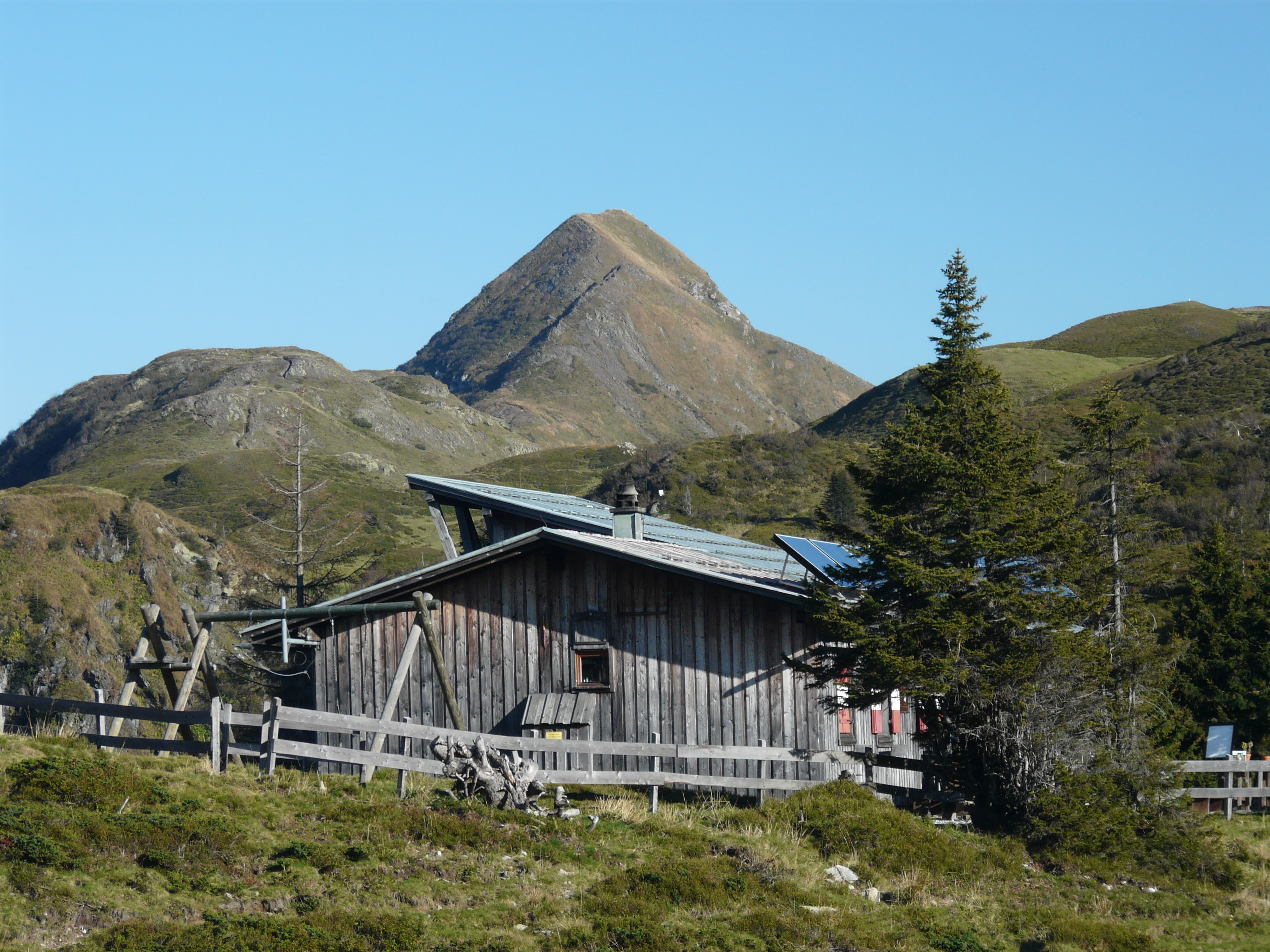
Die Hütte und der Findenigkofel
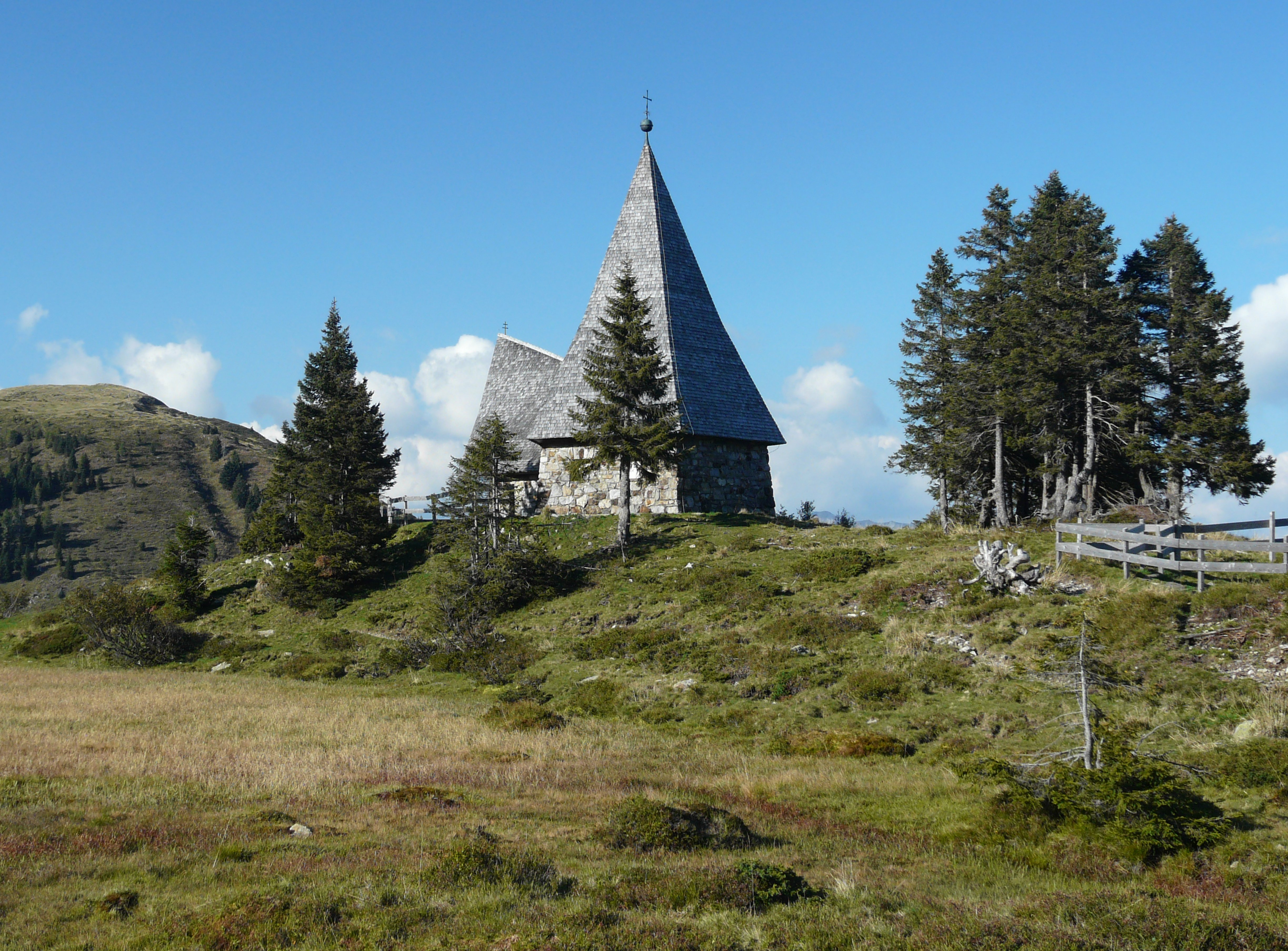
Die Zollner-Friedenskapelle
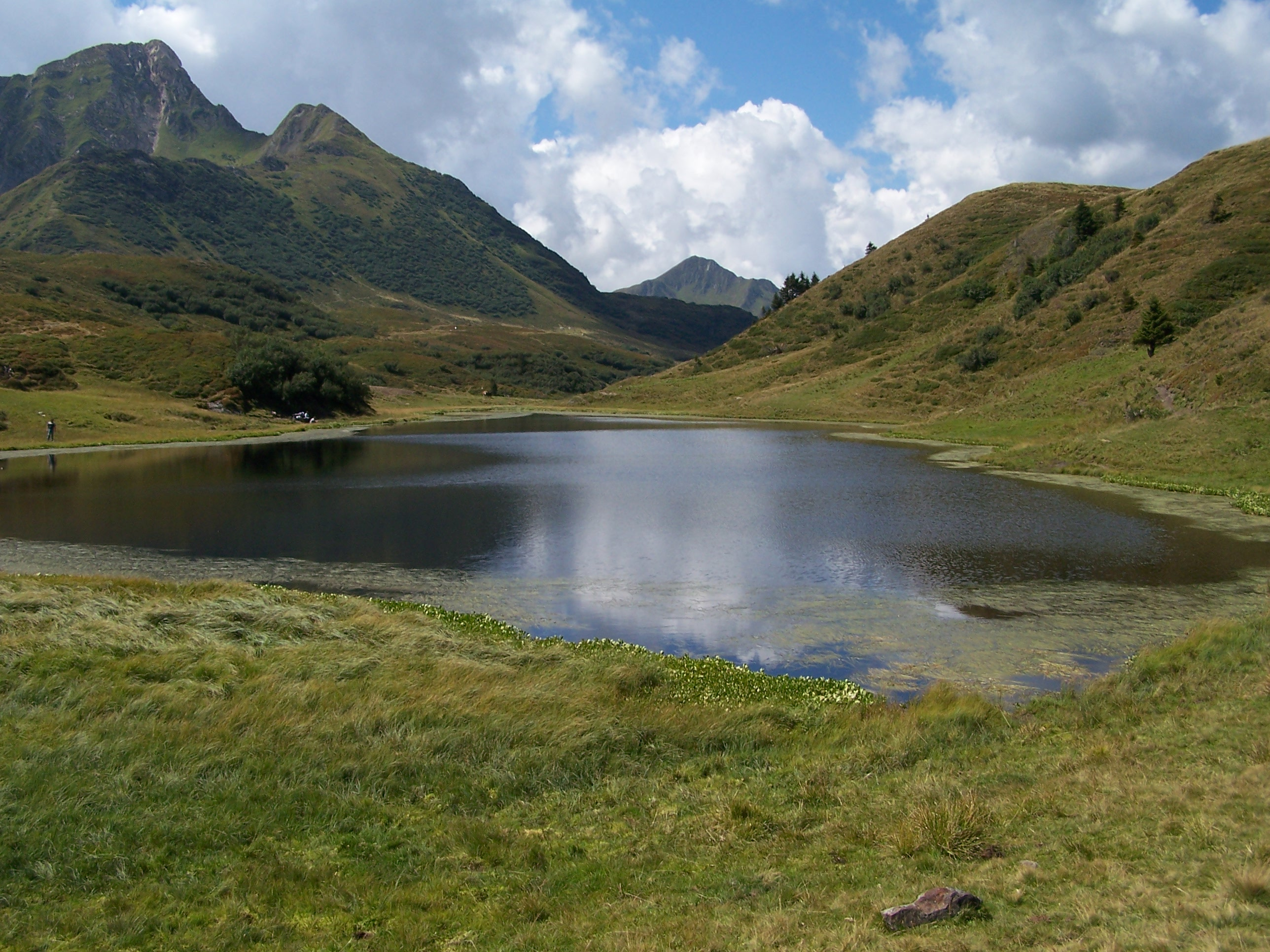
Der östlich der Hütte gelegene Zollnersee